# Dafydd Gibbon
Dafydd Gibbon (ur. 5 kwietnia 1944 w Halifaksie, Yorkshire, Wielka Brytania) – brytyjski emerytowany profesor językoznawstwa angielskiego i ogólnego na Uniwersytecie w Bielefeld w Niemczech, specjalizujący się w językoznawstwie komputerowym i fonetyce stosowanej. Autor ponad 180 publikacji, redaktor wielu książek i promotor 21 doktoratów.

## Życiorys
Syn walijskiego pastora baptystów, Johna Thomasa Gibbona (1915–1993), za którym podążał wraz z matką Mary Gibbon (z domu Hudson, nauczycielką wychowania fizycznego, 1918–2012) i czworgiem rodzeństwa po Walii podczas jego służby duszpasterskiej. Uczęszczał do szkoły podstawowej w Huddersfield, a później do szkoły średniej w Norfolk. Studiował języki niemiecki i francuski w King’s College na Uniwersytecie Londyńskim. Jego dziadkowie – rolnicy oraz ojciec byli rodzimymi użytkownikami języka walijskiego. Gibbon nie nauczył się biegle mówić w tym języku, ponieważ rodzice oraz dziadkowie rozmawiali z nim i jego rodzeństwem po angielsku. Lekcje z walijskiego pobierał w szkole średniej, a opanował język na tyle dobrze, że czytał w kościele czytania z Biblii w języku walijskim.
Dafydd Gibbon opublikował prace naukowe o wielu językach świata, m.in. angielskim, niemieckim, walijskim, polskim, brazylijskim portugalskim, yacouba i baule (Wybrzeże Kości Słoniowej), tem (Togo), igbo i ibibio (Nigeria), kuki-thadou (Indie) i mandaryńskim (Chiny).
10 marca 2010 roku Dafydd Gibbon został Językoznawcą Dnia na The Linguist List (pl. Liście Językoznawcy) i ponownie 27 marca 2018 roku na blogu The Linguist List.

### Przebieg pracy zawodowej
Dafydd Gibbon rozpoczął swoją pracę zawodową w 1968 roku jako lektor języka angielskiego (Seminar für Englische Philologie) na Uniwersytecie w Getyndze w Niemczech. Cztery lata później został adiunktem tejże uczelni i był nim aż do 1980 roku. W latach 1980–1981 pracował jako profesor teorii i praktyki tłumaczeń na Uniwersytecie Nauk Stosowanych w Kolonii. W 1981 roku został profesorem anglistyki i językoznawstwa (językoznawstwo angielskie i ogólne) na Wydziale Językoznawstwa i Literaturoznawstwa na Uniwersytecie w Bielefeld w Niemczech i był nim aż do przejścia na emeryturę w 2009 roku. Od tego czasu jest emerytowanym profesorem tejże uczelni.
Dafydd Gibbon brał udział w projekcie European Speech Assessment Methods (SAM) i był zaangażowany w tworzenie alfabetu SAMPA w tym projekcie. Brał także udział w europejskich projektach EAGLES, w których był głównym redaktorem dwóch podręczników na temat standardów i oceny systemów technologii mowy (1997, 2000). Był także założycielem międzynarodowej grupy COCOSDA (Coordinating Committee for Speech Databases and Assessment).

### Stopnie naukowe
- 1966: B.A. (z wyróżnieniem) Uniwersytet Londyński
- 1966: Associateship of King’s College(inne języki), Uniwersytet Londyński
- 1976: Dr. Phil.,Uniwersytet w Getyndze[8]

### Nagrody
- University of London Laurel (1968)
- KONVENS Best Paper Award (1992)
- DAGM Symposium Best Paper Award (1994)[8]
- Honorowy Członek Polskiego Towarzystwa Fonetycznego (2001)[9]
- Silver Jubilee Award of Linguistic Association of Nigeria (2006)[8]
- Medal za zasługi Uniwersytetu im. Adama Mickiewicza w Poznaniu, Polska (2009)[10]
- Order of Merit Gold Cross of Ivory Coast for distinguished services to Ivory Coast languages (Officier de l’Ordre du Mérite Ivoirienne) (2014)[8]